# Söll (Tirol)
Söll ist eine Gemeinde im Bezirk Kufstein, Tirol (Österreich) mit 3781 Einwohnern (Stand 1. Jänner 2025).

## Geografie

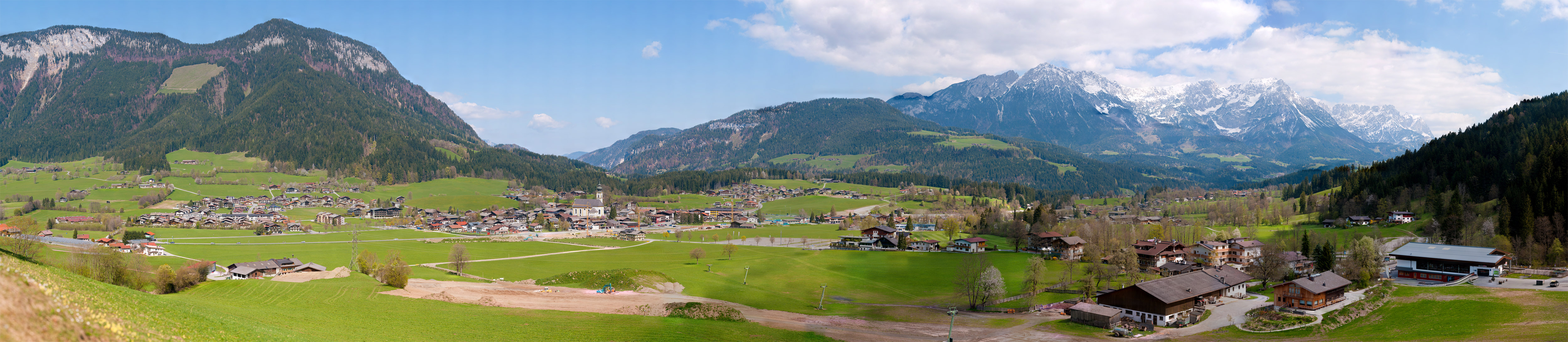
Blick auf Söll

Söll liegt in einem Talkessel des Sölllandls (nicht im Leukental, das man ortsüblich weiter östlich bei St. Johann sieht), das die Grenze zwischen den nördlichen Kalkalpen und den Schiefergebirgen der Kitzbüheler Alpen bildet. Streusiedlungen und Weiler sind charakteristisch für die Gemeinde. Der Ort befindet sich am nördlichen Rand eines flachen Passplateaus, das nach Süden ins Brixental (Brixentaler Ache) und nach Norden ins Sölllandl (Weißache) abfällt.
Der Ort liegt zwischen Hoher Salve im Südosten, und Wildem Kaiser im Nordosten, und Pölvenstock im Westen.

### Gemeindegliederung
Söll besteht aus einer einzigen, gleichnamigen Katastralgemeinde und Ortschaft.
| Katastralgemeinden | Ortschaften in der Gemeinde |
| ------------------ | --- |
| Söll (45,94 km²)   | Söll Achleitberg (ZH) Am Steinerbach (R) Bach (Sdlg) Berg (ZH) Bocking (ZH) Bromberg (ZH) Dengg (R) Dorf (D) Dorfbichl (Sdlg) Eiberg (ZH) Fallbichl (R) Gänsleit (Sdlg) Hauning (R) Hausberg (R) Lechnersiedlung (Sdlg) Mühlleiten (Sdlg) Paisslberg (ZH) Pirchmoos (Sdlg) Pölven (ZH) Reit (R) Ried (R) Salvenberg (ZH) Sonnbichl (Sdlg) Stampfanger (R) Stegen (R) Stockach (R) Unterhauning (Sdlg) Wald (D) Wies (Sdlg) |
| Legende            | |

| In der Spalte Katastralgemeinden sind sämtliche Katastralgemeinden einer Gemeinde angeführt. In der Klammer ist die jeweilige Fläche in km² angegeben. |
| In der Spalte Ortschaften sind sämtliche von der Statistik Austria erfassten Siedlungen, die auch eine eigene Ortschaftskennziffer aufweisen, angeführt. In der Hierarchieebene derselben Spalte, rechts eingerückt, werden nur Ansiedlungen, die mindestens aus mehreren Häusern bestehen, dargestellt. Die wichtigsten der verwendeten Abkürzungen sind: - M = Hauptort der Gemeinde - Stt = Stadtteil - R = Rotte - W = Weiler - D = Dorf - ZH = Zerstreute Häuser - Sdlg = Siedlung - Hgr = Häusergruppe - E = Einzelgehöft (nur wenn sie eine eigene Ortschaftskennziffer haben) Die komplette Liste der Statistik Austria ist in: Topographische Siedlungskennzeichnung nach STAT Zu beachten ist, dass manche Orte unterschiedliche Schreibweisen haben können. So können sich Katastralgemeinden anders schreiben als gleichnamige Ortschaften bzw. Gemeinden. Quelle: Statistik Austria – |

Die Gemeinde liegt im Gerichtsbezirk Kufstein.

### Nachbargemeinden
| Schwoich                      | Kufstein                                    | Scheffau am Wilden Kaiser |
| Bad Häring, Kirchbichl        | Kompassrose, die auf Nachbargemeinden zeigt | Ellmau                    |
| Itter Hopfgarten im Brixental | Westendorf                                  | Brixen im Thale           |

## Geschichte
Die Besiedlung Sölls geht auf das Jahr 600 n. Chr. zurück. Alte Bauernhöfe auf den Namen „-ing“ beweisen das Alter der Gemeinde. Erstmals urkundlich genannt sind in den Jahren 1153–1156 die Höfe (Nieder-)Straß („Strazz“) im Söller Ortsteil Pirchmoos in einer Traditionsnotiz von Kloster Herrenchiemsee. Die erste urkundliche Erwähnung des Ortes erfolgte jedoch erst 1217, als das Bistum Chiemsee eingerichtet wurde. Zu dieser Zeit lautete der Name „Sel“, 1480 dann „Seel“ und ab Beginn des 17. Jahrhunderts „Söll“. Der Name „Sel“ kommt vielleicht vom mittelhochdeutschen Wort „selida“, das so viel wie Herberge, Ort oder Haus bedeutet.
Im Jahre 1342 erhielt die Tiroler Landesfürstin Margarete Maultasch die Gerichte Kufstein, Rattenberg und Kitzbühel als „Morgengabe“. Vermutlich hat sich die Fürstin zur Jagd gelegentlich in Söll aufgehalten, denn die Bauweisen sowie verschiedene Dokumente zu Juffing auf dem Paisslberg weisen darauf hin.
Im Jahre 1504 kam Söll schließlich zu Tirol. Das damals bäuerliche Dorf blieb aufgrund der schlecht ausgebauten Verkehrswege großteils von Kriegen verschont, jedoch kam es 1809 im Tiroler Freiheitskampf zu Auseinandersetzungen. Eine Tafel beim Heldendenkmal im Schnapfwald berichtet darüber genaueres. Bis 1814 war Söll unter bayerischer Verwaltung, danach kam das Dorf infolge des Wiener Kongresses wieder zu Tirol.
Gegen Ende des Zweiten Weltkrieges wurde es für die Gemeinde Söll nochmals gefährlich. Generaloberst Georg Ritter von Hengl befahl in Söll, eine vorrückende US-amerikanische Armee aufzuhalten. Ansässige Bewohner gingen in die Berge, als man die letzte Verteidigungslinie im Ort aufgebaut hatte. Als es schlussendlich zum Gefecht kam, wurden einige US-amerikanische Panzer zerstört. Schließlich erteilte man den Befehl, das Feuer einzustellen, und somit entging Söll einer größeren Katastrophe. Am 7. Mai 1945 ergab sich Ritter von Hengl im Gasthof Post.
Seit den 1950er Jahren zog der Tourismus in die Gemeinde ein. Schon 1953 verbrachten hier 250 Gäste ihren Sommerurlaub. 1959 gründete man die Lift AG und der erste Lift wurde auf die Hohe Salve gebaut. Als man in späteren Jahren noch den Fremdenverkehrsverein gegründet hatte, kamen jährlich immer mehr Besucher und der Tourismus erlebte neuerlich einen großen Aufschwung.

### Bevölkerungsentwicklung

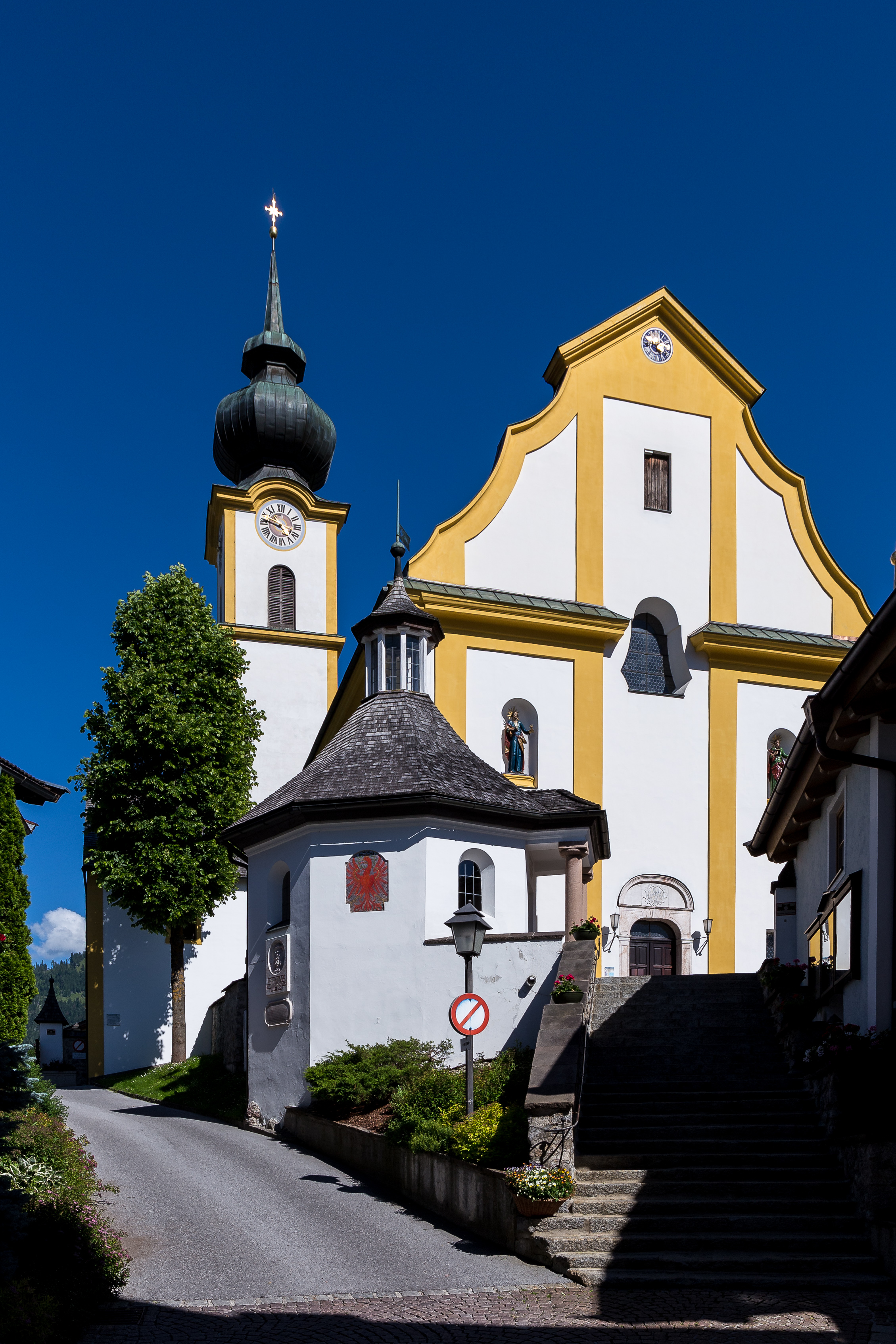
Pfarrkirche

| Söll: Einwohnerzahlen von 1869 bis 2024             | Söll: Einwohnerzahlen von 1869 bis 2024 | Söll: Einwohnerzahlen von 1869 bis 2024 | Söll: Einwohnerzahlen von 1869 bis 2024 | Söll: Einwohnerzahlen von 1869 bis 2024 |
| --------------------------------------------------- | --------------------------------------- | --------------------------------------- | --------------------------------------- | --------------------------------------- |
| Jahr                                                |                                         |                                         |                                         | Einwohner                               |
| 1869                                                | 1869                                    |                                         | 1.437                                   | 1.437                                   |
| 1880                                                | 1880                                    |                                         | 1.560                                   | 1.560                                   |
| 1890                                                | 1890                                    |                                         | 1.521                                   | 1.521                                   |
| 1900                                                | 1900                                    |                                         | 1.544                                   | 1.544                                   |
| 1910                                                | 1910                                    |                                         | 1.607                                   | 1.607                                   |
| 1923                                                | 1923                                    |                                         | 1.613                                   | 1.613                                   |
| 1934                                                | 1934                                    |                                         | 1.648                                   | 1.648                                   |
| 1939                                                | 1939                                    |                                         | 1.635                                   | 1.635                                   |
| 1951                                                | 1951                                    |                                         | 1.864                                   | 1.864                                   |
| 1961                                                | 1961                                    |                                         | 2.008                                   | 2.008                                   |
| 1971                                                | 1971                                    |                                         | 2.434                                   | 2.434                                   |
| 1981                                                | 1981                                    |                                         | 2.675                                   | 2.675                                   |
| 1991                                                | 1991                                    |                                         | 3.000                                   | 3.000                                   |
| 2001                                                | 2001                                    |                                         | 3.364                                   | 3.364                                   |
| 2011                                                | 2011                                    |                                         | 3.530                                   | 3.530                                   |
| 2021                                                | 2021                                    |                                         | 3.735                                   | 3.735                                   |
| 2024                                                | 2024                                    |                                         | 3.767                                   | 3.767                                   |
| Quelle(n): Statistik Austria, Gebietsstand 1.1.2021 |                                         |                                         |                                         |                                         |

## Kultur und Sehenswürdigkeiten
- Katholische Pfarrkirche Söll Hll. Peter und Paul: Barockkirche 1764 bis 1768 errichtet (Spätbarock); imposanter Innenraum, ausgestattet mit Malereien und Altären von Christoph Anton Mayr. Die Pfarrkirche befindet sich im Zentrum des Ortes, umgeben von einem Friedhof mit traditionellen Grabkreuzen.
- Vor der Pfarrkirche befindet sich eine kleine Kapelle, die an die Gefallenen der beiden Weltkriege erinnert.
- In der Hauptstraße sind noch einige Gebäude - im typischen Baustil Tirols - mit Wandmalereien zu sehen.
- Brunnen: Unweit der Touristeninformation wurde ein Brunnen errichtet, der an den Hl. Nepomuk erinnert.
- Wallfahrtskapelle Stampfangergraben: Die auf einem Felsen errichtete Wallfahrtskapelle ist über eine Brücke erreichbar.
- Kriegerdenkmal: Im Norden von Söll ist an einem Wanderweg ein Kriegerdenkmal sehenswert, das an eine Schlacht der Napoleonischen Kriege erinnert, die am 13. Mai 1809 in der Nähe von Söll stattfand.
- Im Rahmen des europäischen Wettbewerbes Entente Florale Europe wurde Söll 2013 zum Schönsten Blumendorf Europas gekürt und mit einer Goldmedaille in der Kategorie Dorf ausgezeichnet.[3]

### Sport
In Söll gibt es zahlreiche Sportvereine:
- WSV Söll
- FC Söll
- Tennisclub Söll
- Söller Sportschützen
- Kletterverein Söll Scheffau
- Schwimmclub Sparkasse Söll[4]
- LRL Söllandl[5]
- Taekwondo Schule Söll

## Wirtschaft/Tourismus
Söll ist mit rund 581.000 Nächtigungen (2019) bei circa 4000 Gästebetten eine aufstrebende Tourismusgemeinde, daneben spielt die Landwirtschaft eine gewisse Rolle.
- Bauernmarkt Z’sammkemma: Vor allem in den Hauptsaisonen finden viele Veranstaltungen statt, zum Beispiel das „Z’sammkemma“, eine Art Bauernmarkt, der die vielen Handwerksberufe aus der Region näher bringt.
- Von Söll gibt es eine Verbindung auf die Hohe Salve: Eine erste Gondelbahn (Gondelbahn Hochsöll) führt nach Hochsöll. Nach einem Umstieg in eine weitere Gondelbahn (Gondelbahn Hohe Salve) wird die Hohe Salve erreicht.
  - Im Winter bietet diese Gondelverbindung einen Einstieg in die SkiWelt Wilder Kaiser – Brixental. Von Hochsöll führt eine Talabfahrt zurück zur Talstation. An einigen Wochentagen wird sie zur Nachtabfahrt für Skifahrer und Rodler beleuchtet.
  - Die Gondelbahn wird auch im Sommer betrieben. An der Mittelstation in Hochsöll befindet sich auf einem Areal von etwa 600 Metern Länge das Hexenwasser, ein Erlebnispark mit einem Barfußpfad, Wildgehege, Hexenwald, Souvenirshop und diversen Wasserspielen und Kneipp-Becken.
- Angeln im Sommer und Eislaufen im Winter: In der Gemeinde Söll liegt der 9200 m² große, vier Meter tiefe Moorsee, der im Sommer zum Angeln und im Winter zum Eislaufen und Eisstockschießen genutzt wird.[7]
- Ahornsee - Badesee: Seit Sommer 2012 kann der Ahornsee, ein 10.000 m² großer Beschneiungsteich, im Sommer als Badesee genutzt werden. Das örtliche Hallen- und Freischwimmbad (Panoramabad Söll) wurde abgerissen, somit ist der Ahornsee Sölls einzige Bademöglichkeit. Über ein Hallen- und Freischwimmbad verfügt die Gemeinde nicht.[8]

### Verkehr

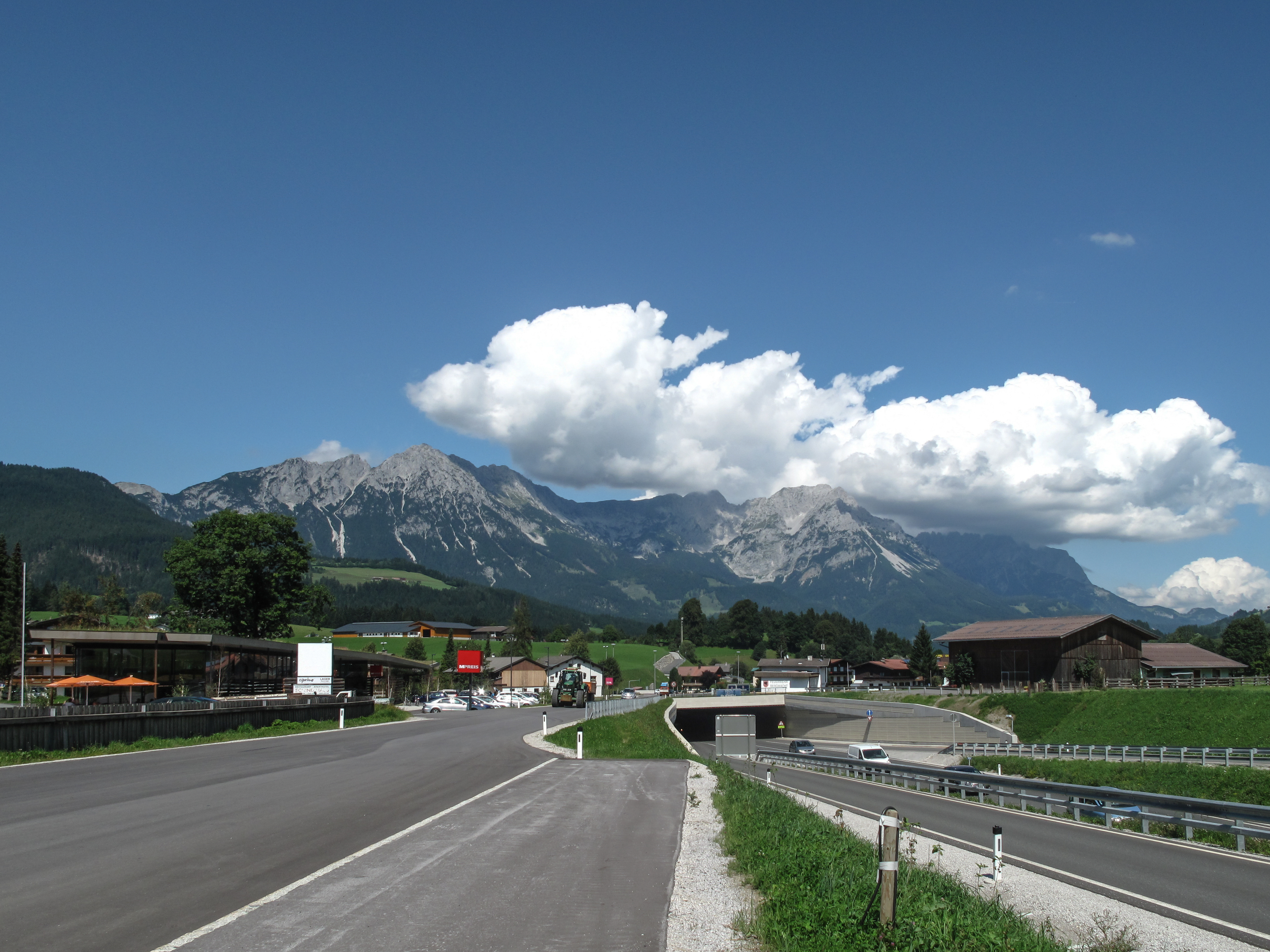
Söll, neuer Umfahrungstunnel der Bundesstraße

- Straße: Söll liegt an der vielbefahrenen Loferer Straße B 178 von Wörgl nach Salzburg. Söll liegt an einem der meistbefahrenen Verkehrswege Österreichs. Da auf der Loferer Straße B 178 reger Transitverkehr herrscht, sollte die Neutrassierung des Straßenverlaufs zu einer Verbesserung der Lebensqualität in Söll beitragen. Zwar hat die umweltgerechte Umgestaltung zu einer Verbesserung der Verkehrssicherheit geführt. Doch ist der Ort seit der Neueröffnung der Straße im Oktober 2012 mit einer massiven Verkehrslärmbelastung konfrontiert. Im Vergleich zum alten Straßenverlauf wurde ein Lärmpegelanstieg um bis zu 15 Dezibel verzeichnet. Durch die derzeit geplanten Verbesserungsmaßnahmen soll der Lärmpegel um nur 3 Dezibel reduziert werden. Da dadurch keinesfalls die ursprüngliche Lebensqualität der Bürger wiederhergestellt wird, beschäftigt bis dato ein Dringlichkeitsantrag den Tiroler Landtag mit dem Lärmproblem.[9] Die Medien haben ausführlich darüber berichtet.[10]
- Bus: Mit der Buslinie 4902 ist Söll untertags mit häufig verkehrenden Linienbussen der Ledermair Verkehrsbetriebe an den Bahnhof in Kufstein angebunden. Auch nach Wörgl und St. Johann in Tirol besteht mehrmals am Tag eine Busverbindung mit der Linie 4060, betrieben von der Postbus AG. An Samstagen sowie Sonn- und Feiertagen ist der Linienverkehr eingeschränkt, am Abend und in der Nacht verkehren keine Busse.[11]

## Politik

### Gemeinderat
Die Gemeinderat hat insgesamt 15 Mitglieder.
- Mit den Gemeinderats- und Bürgermeisterwahlen in Tirol 1998 hatte der Gemeinderat folgende Verteilung: 5 DH–Die Heimat - Bauernliste für alle Söller, 4 ISAP–Interessensvertretung der Söller Arbeitnehmer und Pensionisten, 4 SGWT–Söller Gemeinschaftsliste - Wirtschaft und Tourismus, 1 ASLA–Allgemeine Söller Liste Aktiv 2000 und 1 FPÖ.[12]
- Mit den Gemeinderats- und Bürgermeisterwahlen in Tirol 2004 hatte der Gemeinderat folgende Verteilung: 6 DH–Die Heimat - Bauernliste für alle Söller, 4 ISAP–Interessensvertretung der Söller Arbeitnehmer und Pensionisten, 3 SGWT–Söller Gemeinschaftsliste - Wirtschaft und Tourismus und 2 ASL–Allgemeine Söller Liste.[13]
- Mit den Gemeinderats- und Bürgermeisterwahlen in Tirol 2010 hatte der Gemeinderat folgende Verteilung: 6 DH–Die Heimat - Bauernliste - für alle Söller, 4 GFS–Gemeinsam für Söll - Team Gschwendtner, 3 SZ–Söller Zukunft und 2 SGWT–Söller Gemeinschaftsliste - Wirtschaft und Tourismus.[14][15]
- Mit den Gemeinderats- und Bürgermeisterwahlen in Tirol 2016 hatte der Gemeinderat folgende Verteilung: 5 SZ–Söller Zukunft, 4 DH–Die Heimat - Bauernliste für alle Söller, 3 WFS–Wir für Söll und 3 GFS–Gemeinsam für Söll - Unabhängig - Parteifrei.[16]
- Mit den Gemeinderats- und Bürgermeisterwahlen in Tirol 2022 hat der Gemeinderat folgende Verteilung: 10 Team Wolfgang Knabl - Miteinander für Söll, 4 Wir zusammen für Söll, 1 MFG[17]

### Bürgermeister
- 1993–2014 Hans Eisenmann (ÖVP)
- 2014–2022 Alois Horngacher (Die Heimat – Bauernliste für alle Söller)
- seit 2022 Wolfgang Knabl (Miteinander für Söll)[17]

### Wappen
Das Gemeindewappen wurde 1974 verliehen:
Blasonierung: „In Rot ein linksgewendeter schwarzer Habicht mit silbernem Halsfleck, mit silberbelegten gespreizten Flügeln, silberbelegtem Stoß und silbernem Fang auf einem grünen Zweig sitzend.“

Das Wappen erinnert an das Siegel des urkundlich frühest bekannten Pfarrers von Söll, Heinrich von Habichowe, aus dem Jahre 1287 und erinnert somit auch an das hohe Alter der Pfarre, welche bis in die Mitte des 8. Jahrhunderts zurückreicht.

## Persönlichkeiten
Söhne und Töchter der Gemeinde
- Magnus Dagn (1747–1792), Geistlicher, Organist, Musiklehrer und Komponist
- Matthias Ortner (1877–1960), Militärgeistlicher im Ersten Weltkrieg
- Wolfgang Neuschmidt (1901–1977), österreichischer Gerechter unter den Völkern
- Harald Eder (* 25. Dezember 1973), Behindertensportler, zweifacher Paralympicssieger[20]
- Christina Ager (* 1995), österreichische Skirennläuferin

Personen mit Bezug zur Gemeinde
- Max Grießer (1928–2000), Volksschauspieler und Sänger, wohnte vor seinem Tod in Söll und ist auf dem Ortsfriedhof begraben
- Patrick Koller (* 16. Oktober 1983), Skicross-Fahrer, Teilnehmer bei den Olympischen Winterspielen 2010
- Sonja Embacher (* 8. Jänner 1980), Mehrfache Staatsmeisterin und international erfolgreiche Sportschützin
- Markus Wittner (* 2. März 1973), Skicross-Fahrer, Teilnehmer bei den Olympischen Winterspielen 2010

## Galerie

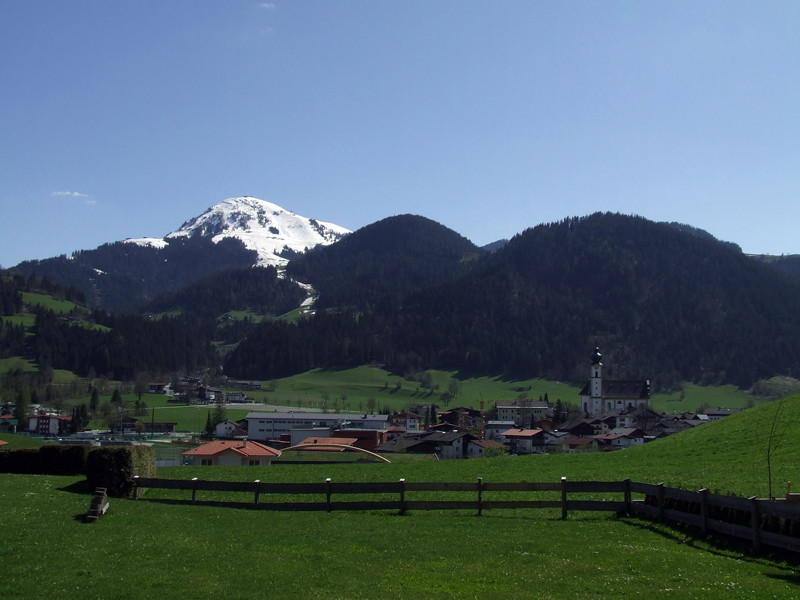
Söll und die Hohe Salve
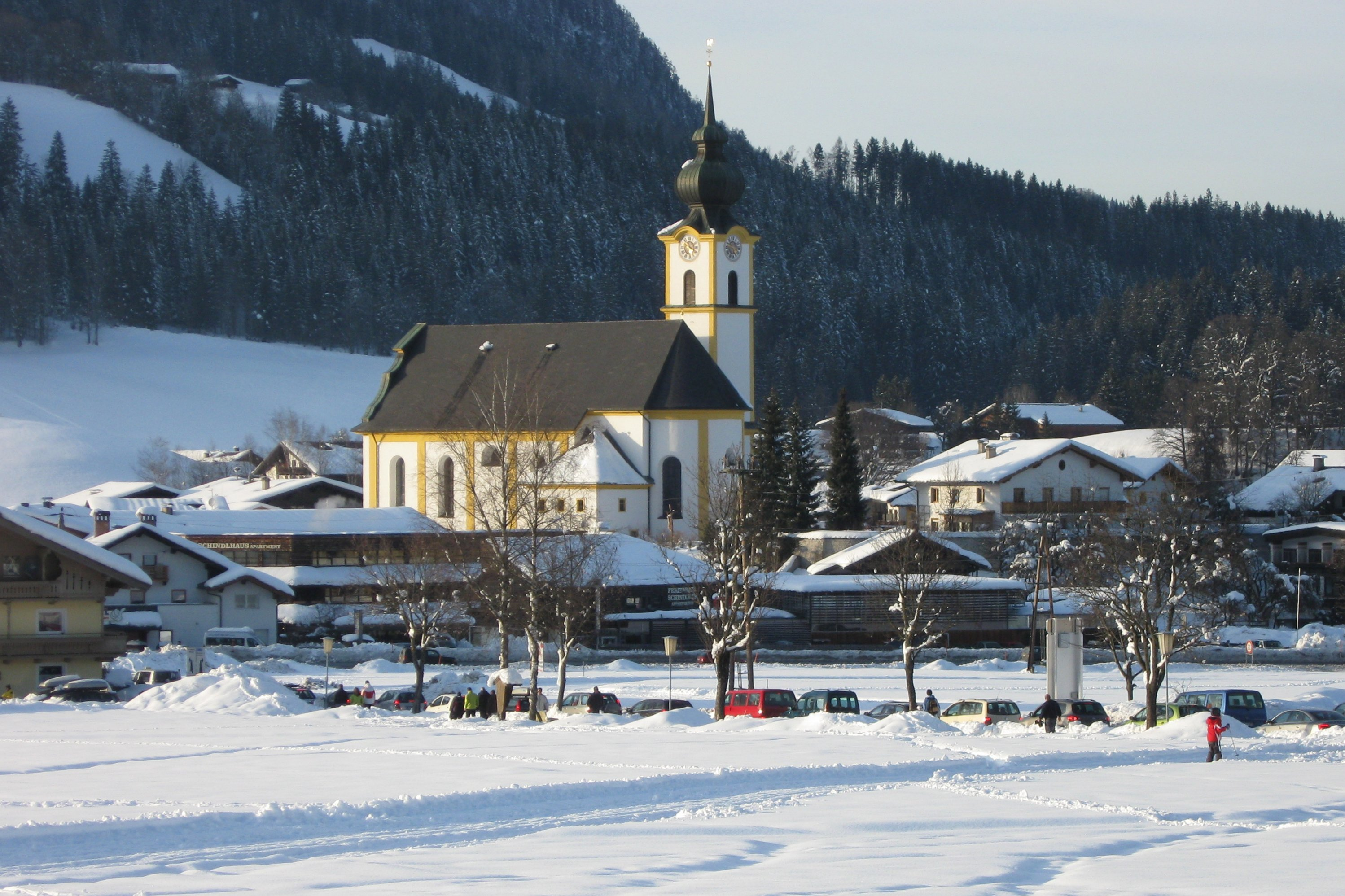
Die Barockkirche St. Peter und Paul
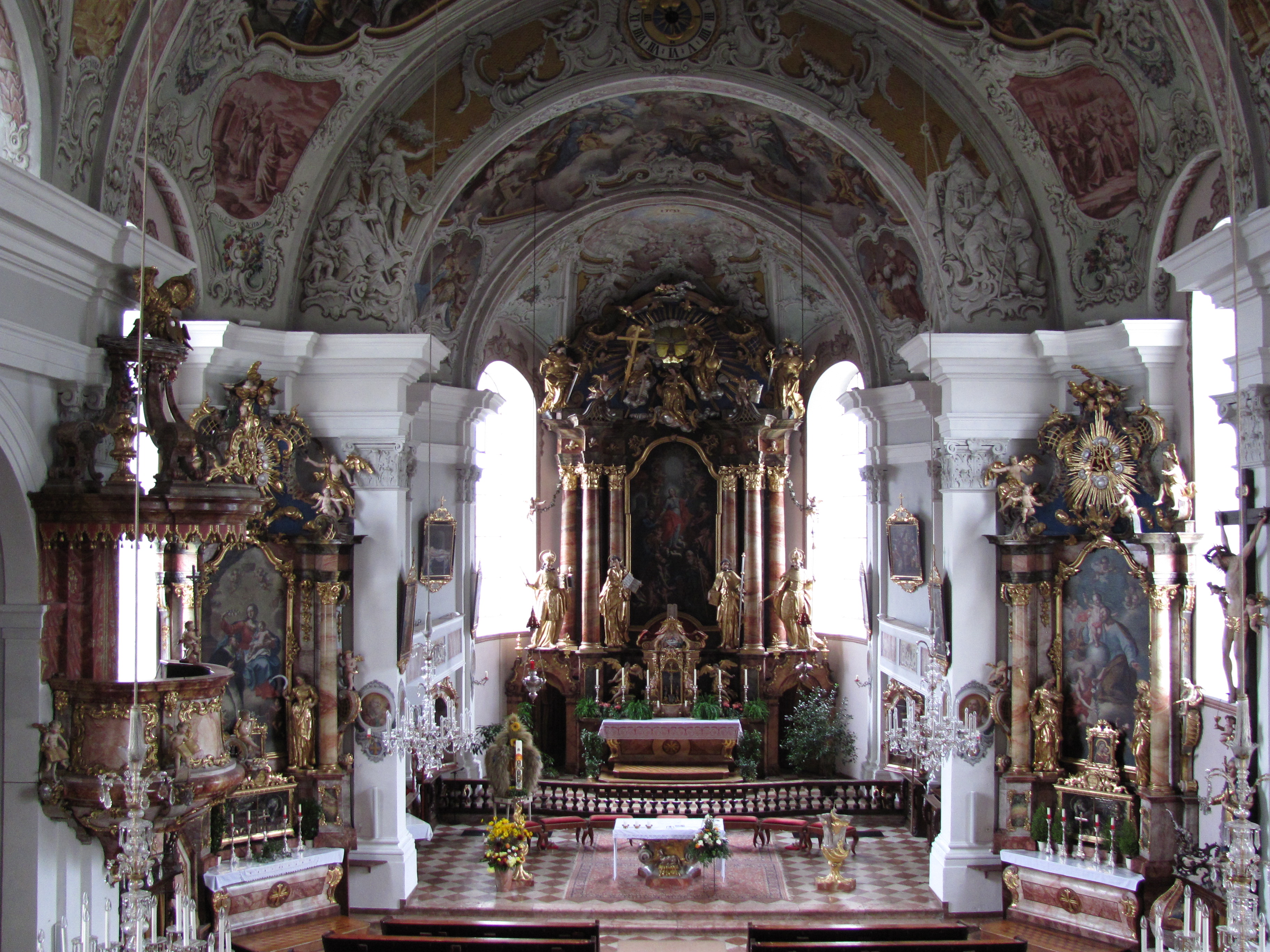
Kirche St. Peter und Paul
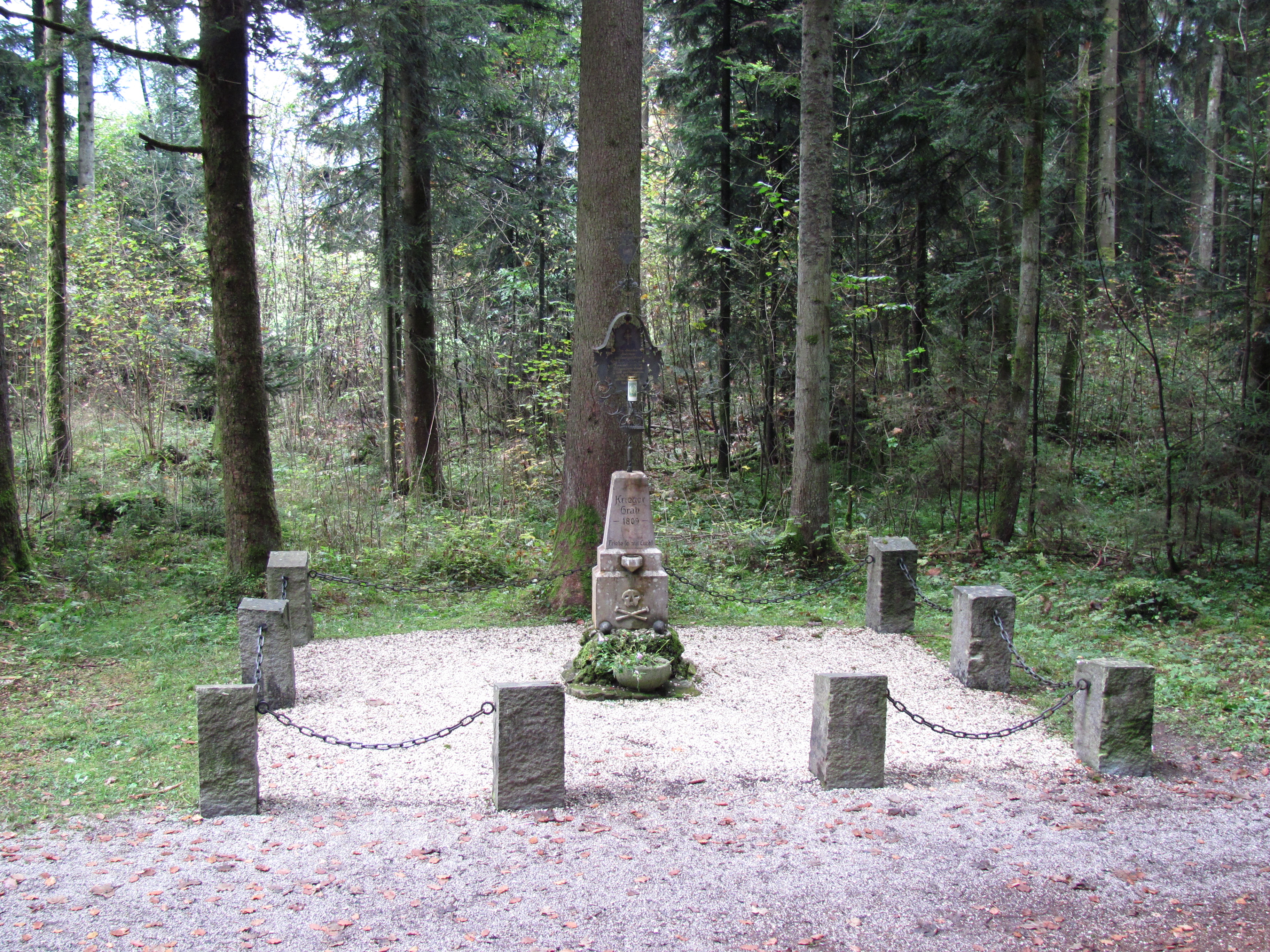
Denkmal für die im Tiroler Volksaufstand 1809 Gefallenen
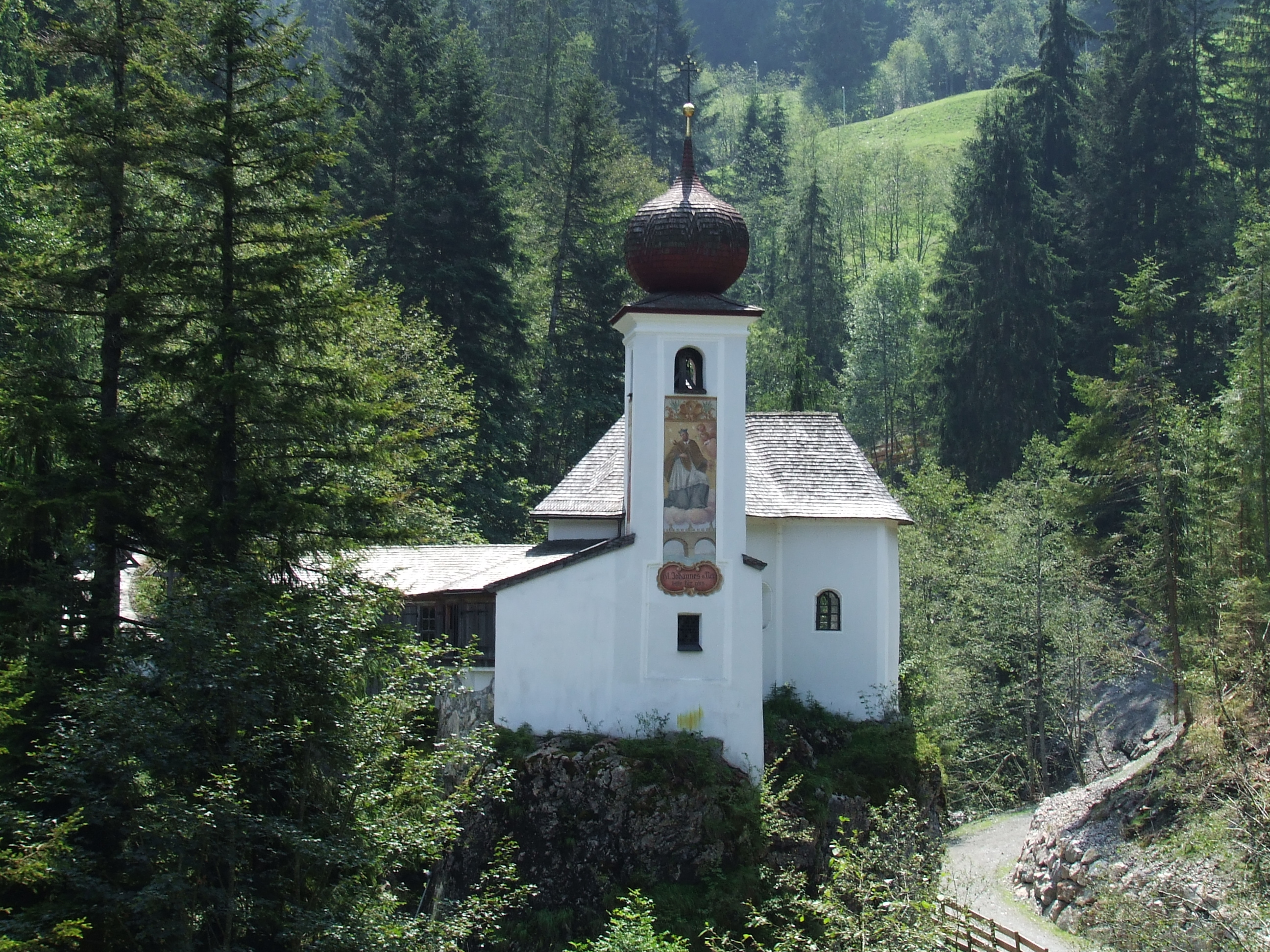
Das Wallfahrtskirchlein am Stampfanger
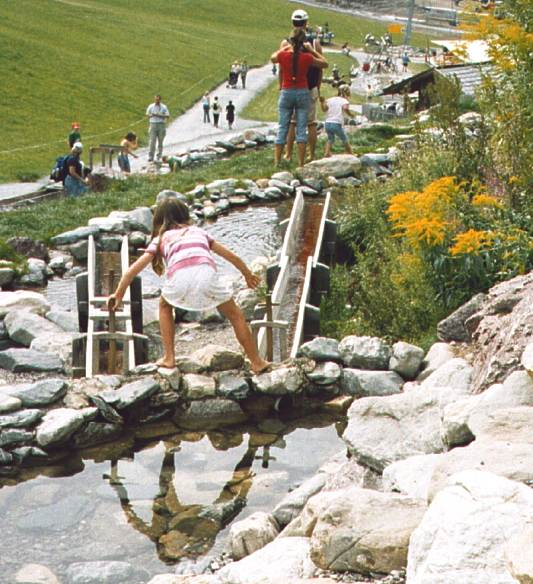
Das Freizeitgelände Hexenwasser
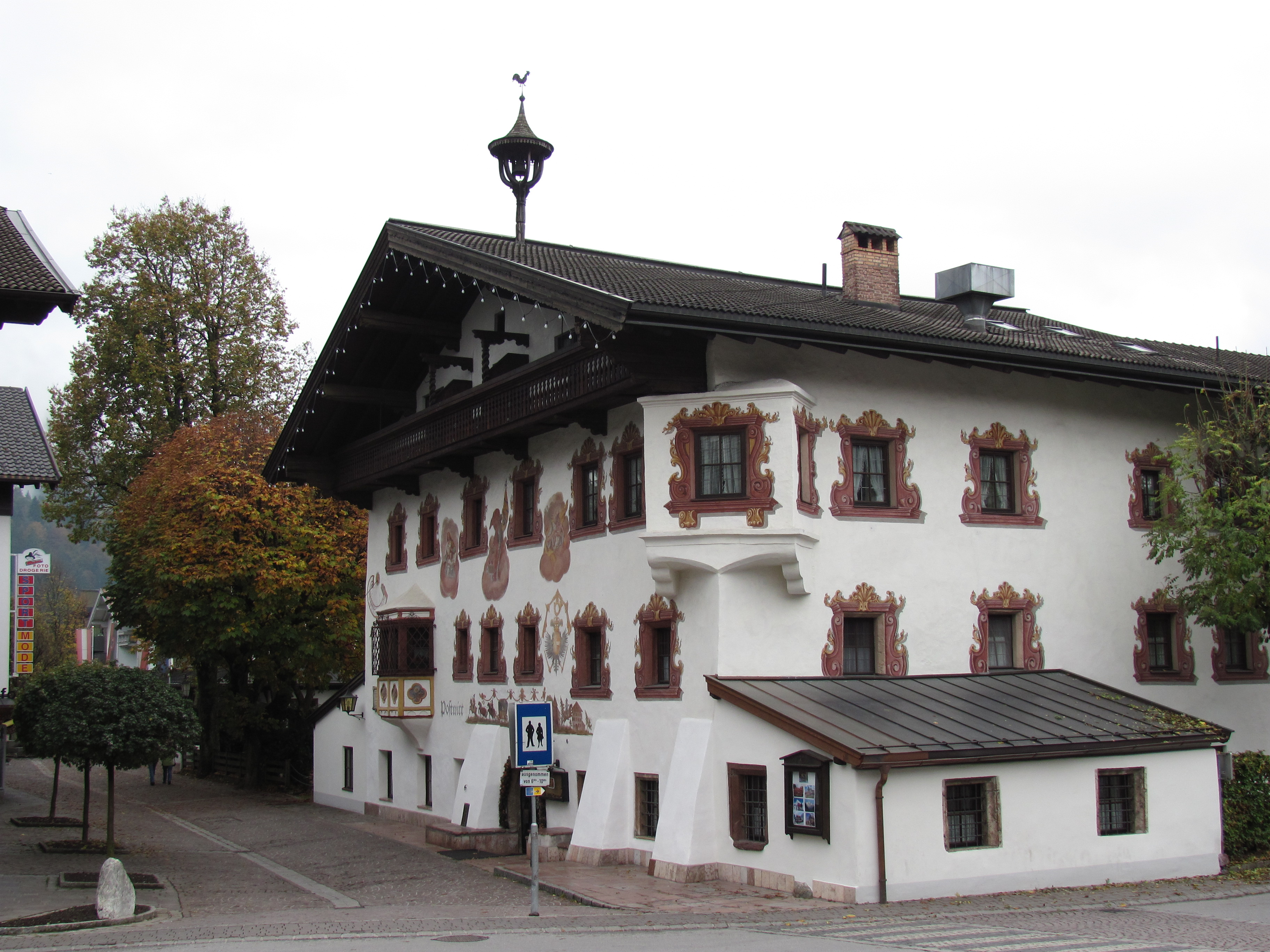
Wandmalereien am Gasthof Post
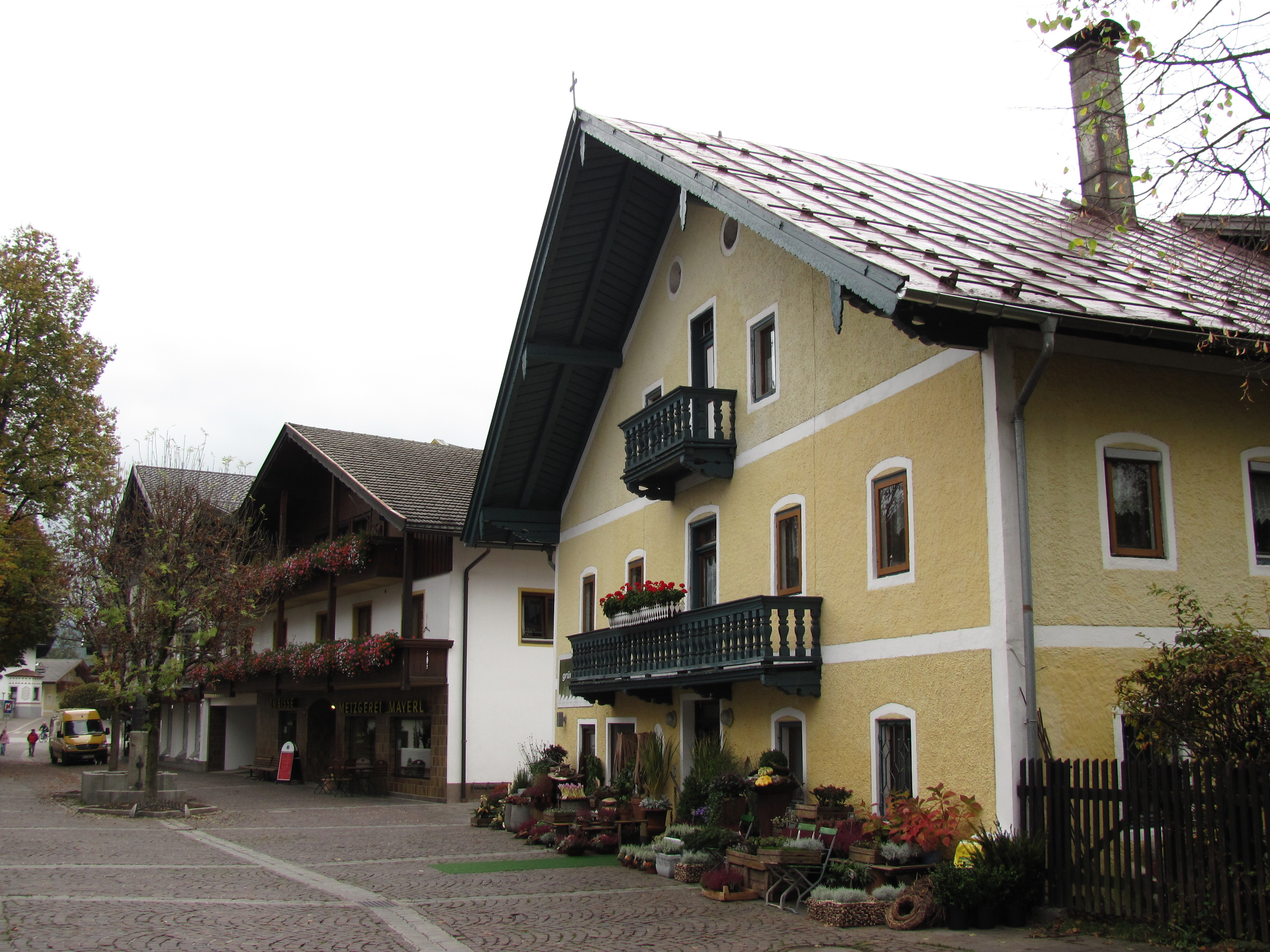
Traditionelle Tiroler Architektur im Dorf
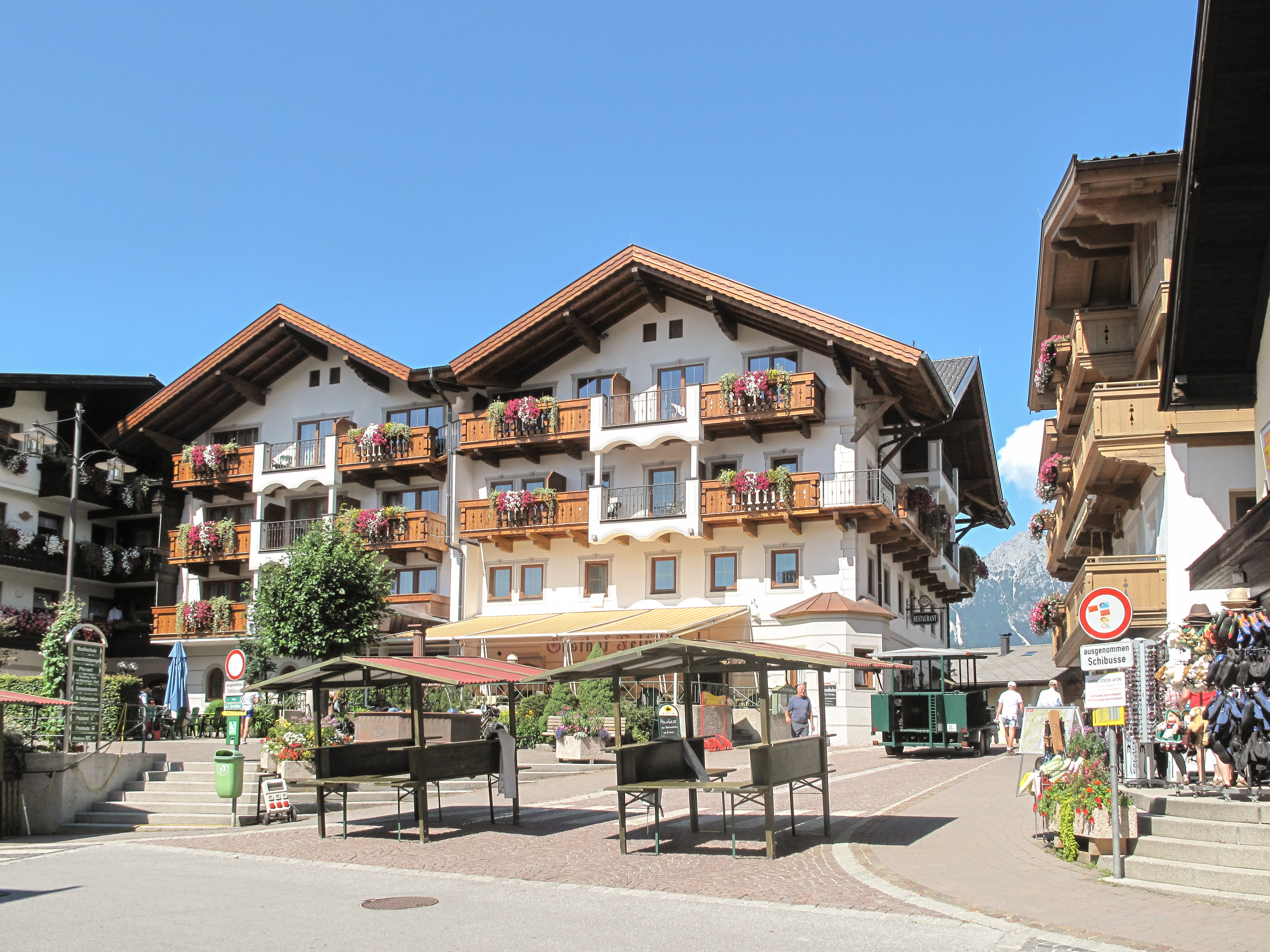
Gasthof „Feldwebel“ im Dorf
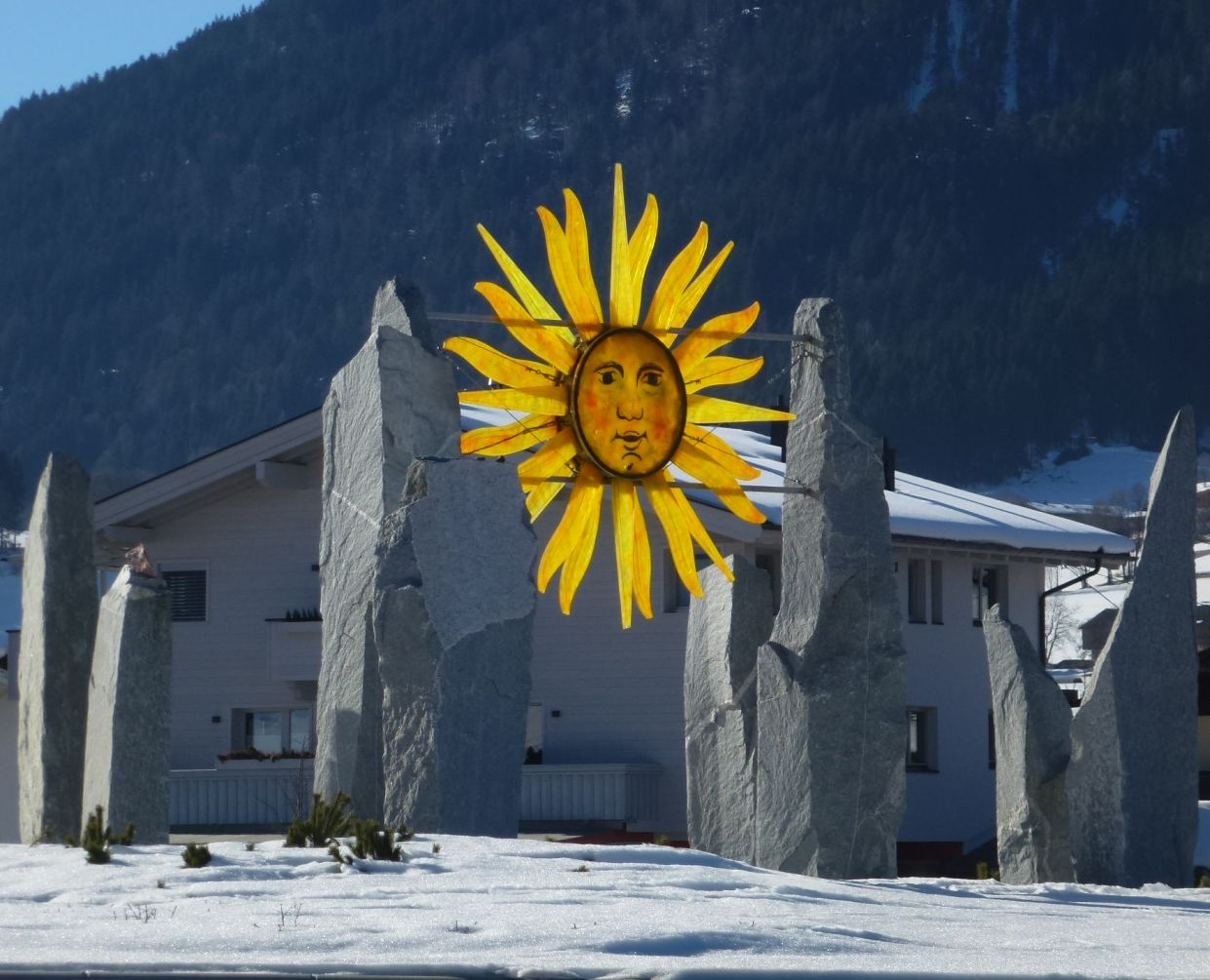
Gestaltung des Kreisverkehrs